# チェッ・チェッ・チェッ -涙にさよならを-
「チェッ・チェッ・チェッ -涙にさよならを-」は、1964年11月20日にビクターレコードより発売された橋幸夫の59枚目のシングルである（SV-150）。副題の「涙にさよならを」を題名とした松竹映画が作成され主題歌となった。後に日本ビクター出版よりミュージックブック「涙にさよならを」（MBK3123）が制作、発売されている。

## 概要
- 作詞佐伯孝夫、作曲吉田正による、橋のリズム歌謡は、本楽曲で3曲目となる。第1作の「恋をするなら」はサーフィン、第2作の「ゼッケンNO.1スタートだ」はホットロッド、本作「チェッ・チェッ・チェッ -涙にさよならを-」はサブロックのリズムで制作されている。なお橋は、翌年、一連のリズム歌謡で、第7回日本レコード大賞企画賞を獲得している[1]。
- リズム歌謡は通常夏の季節だが、本作は歌詞に「雪」が出てくることから唯一冬を対象にしている。
- 特徴的なタイトルについて、橋は、「佐伯先生の感詞といいましょうか、感覚的な歌詞でした。”チェッ”という舌打ちを三つ重ねて”残念”くやしいという意味を持たせただけでなく、リズム感も出している」と評している[2]。
- 「平凡」ランキング連続3ヶ月トップ、「明星」ランキング連続3ヶ月トップ。
- c/wの「愛をこめて」も佐伯、吉田による楽曲である。この年の橋のシングルリリースは15枚に達した（翌年も15枚）[3]。
- 本楽曲で橋のビクターヒット賞は50となり、デビューから僅か4年半で前例のない記録を樹立している[4]。

## 収録曲
1. チェッ・チェッ・チェッ -涙にさよならを-
作詞：佐伯孝夫、作・編曲：吉田正
2. 愛をこめて
作詞：佐伯孝夫、作・編曲：吉田正

## 収録アルバム
- 『橋幸夫 ザ・ベスト』（2012.07.25）
- 『元祖! リズム歌謡』（ 2005.06.29）
- 『SWIM! SWIM! SWIM!』（2005.07.21）
- 『〈TWIN BEST〉』（1998.11.06）
- 『吉田正 自撰77曲（下）』（1998.07.23）
- 『＜BEST ONE＞ 橋　幸夫』（1996.10.23）

他

## 関連作品

### 映画「涙にさよならを」
- 橋幸夫、倍賞千恵子が「花の舞妓はん」に引きつづいて五度目の共演。1965年1月3日に松竹系で公開された。79分。
- スポーツカーのセールスマン大畑京一（橋幸夫）の婚約者みどり（夏圭子）はカメラマンを志望。
- ある日、京一は、ホテルで、スリを働いた老人を捉え、許すも、その一瞬をみどりのカメラが捉える。これが、週刊誌に〝決定的瞬間〟として掲載され、老人の一人娘久美子（倍賞千恵子）は絶望し、郷里越後湯沢へ家出する。責任を感じたみどりと京一は久美子を探しだし、父親ともども職の世話し、結果として、二人は互いに好意を抱くようになる。
- ある日、京一は老人がスッた自動車免許証がもとで、観光会社の社長鮫岡らを中心とする麻薬団に狙われる。それは、彼等の犯罪（殺人）を証明するものだったのだ。やがて魔の手は老人や久美子にも延び、ここから、雪山を舞台にハードなアクションが展開されることになる。橋が犯罪者集団と戦う、歌謡映画としては異色の青春アクション映画となっている[5]。

#### スタッフ
- 製作：今泉周男
- 原作：菊村到
- 脚本：光瀬宣彦
- 監督：前田陽一
- 撮影：竹村博
- 美術：宇野耕司
- 音楽：小川寛興
- 録音：栗田周十郎
- 照明：中田達治
- 編集：大沢しづ
- スチール：赤井ひろかつ

#### 出演者
- 大畑京一：橋幸夫
- 大畑美苗：香山美子
- 服部松太郎：藤原釜足
- 服部久美子：倍賞千恵子
- 本庄：北龍二
- 本庄みどり：夏圭子
- 関口：入川保則
- 鮫岡：石黒達也
- 伊達：諸角啓二郎
- 林：高野真二
- 辰：佐々木功
- 黒井：沖秀一
- 老婆：江間光括
- 待田貞子：村上記代
- ヒゲの刑事：滝久志
- 伊原刑事：松平尭
- ウェイター：荒瀬友幸

#### 映像ソフト
- 2000年5月21日にこの作品のビデオソフトが発売された（規格：VHS、廃盤）。

#### 同時上映
『大根と人参』
- 脚本：白坂依志夫 / 監督：渋谷実 / 主演：笠智衆

### ミュージックブック「涙にさよならを」
- 楽曲のヒットと映画制作を受け、ミュージックブック「涙にさよならを」が、1965年1月日本ビクター出版より発売された（MBK3123）。
- 主な内容は以下のとおりで、片面ソノシートが4枚付属している。
  - 巻頭カラーグラビア
  - スキーでサブロック（スキーを滑る橋）
  - 対談「スキーってたのしいね」（橋幸夫、倍賞千恵子）
  - グラビア、歌詞紹介
  - 「涙にさよならを」ストーリー紹介
  - ロケだより「すばらしい5日間」
  - 橋幸夫ポケットメモ

ソノシートの楽曲「チェッ・チェッ・チェッ -涙にさよならを-」はセリフ入りで、シングルレコードとは異なっている。